# Israel Enrique Silva
Israel Enrique Silva Rios (ur. 6 stycznia 1983) – meksykański zapaśnik w stylu wolnym. Zajął 17 miejsce na mistrzostwach świata w 2009. Piąty na igrzyskach panamerykańskich w 2011. Zdobył brązowy medal na mistrzostwach panamerykańskich w 2009 roku.